# Пруц, Ганс
Ганс Пруц (также Прутц; нем. Hans Prutz; 20 мая 1843, Йена — 20 января 1929, Штутгарт) — германский историк, преподаватель.

## Биография

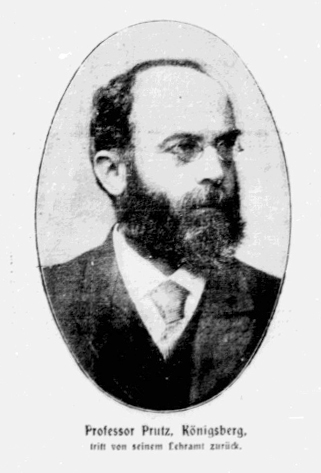
Ганс Прутц. Фото из берлинской газеты «Der Tag», 1901.

Сын Р. Э. Пруца. В 1860—1863 годах изучал историю в Йене и Берлине. В 1863 году получил докторскую степень, с 1863 по 1872 год преподавал в гимназии в Данциге, с 1872 года был старшим лектором во Фридрихвердерской коммерческой школе в Берлине. В 1873 году габилитировался по истории в Берлинском университете. 1874 году был послан для исследования Сирии и особенно Тира; результаты изложил в книге «Aus Phönicien. Geograph. Skizzen und histor. Studien» (Лейпциг, 1876). 
С 1877 года был профессором истории в Кёнигсбергском университете, в 1888/1889 учебном году избирался его ректором. Во время пребывания в Кёнигсберге вступил в масонскую ложу. В 1902 году из-за болезни глаз оставил преподавание и поселился в Мюнхене. Состоял членом Баварской академии наук. С 1922 года и до конца жизни жил в Штутгарте.
Главные работы: «Heinrich der Löwe» (Лейпциг, 1865), «Kaiser Friedrich I» (Данциг, 1871—1874), «Geschichte des Kreises Neustadtin Westpreussen» (там же, 1869), «Quellenbeiträge zur Geschichte der Kreuzzüge», «Die Besitzungen des Deutschen Ordens im Heiligen Lande» (Лейпциг, 1877), «Geheimlehre und Geheimstatuten des Tempelherrenordens» (Берлин, 1879), «Kulturgeschichte der Kreuzzüge» (там же, 1883), «Staatengeschichte des Abendlandes von Karl d. Grossen bis auf Maximilian» (там же, 1885—1887; входит в состав онкеновской «Allgemeine Geschichte in Einzeldarstellungen»), «Entwickelung und Untergang des Tempelherrenordens» (там же, 1888); «Geschichte des Mittelalters» входит в состав «Allgemeine Weltgeschichte» Грота.